# Wayne Bridge
Wayne Michael Bridge (* 5. srpna 1980, Southampton, Anglie, Spojené království) je bývalý anglický fotbalový obránce a reprezentant. Hrával na postu levého beka. Kariéru ukončil v roce 2014 v anglickém klubu Reading FC.

## Klubová kariéra
- Olivers Battery (mládež)
- Southampton FC (mládež)
- Southampton FC 1998–2003
- Chelsea FC 2003–2009
- →  Fulham FC (hostování) 2006
- Manchester City FC 2009–2013
- →  West Ham United FC (hostování) 2011
- →  Sunderland AFC (hostování) 2012
- →  Brighton & Hove Albion FC (hostování) 2012–2013
- Reading FC 2013–2014

## Reprezentační kariéra
Bridge nastupoval v anglických mládežnických reprezentacích U18 a U21.
Celkově za anglický národní výběr odehrál 36 zápasů a vstřelil v něm 1 branku. Zúčastnil se MS 2002 v Jižní Koreji a Japonsku, ME 2004 v Portugalsku a MS 2006 v Německu.